# WORKING!!
《WORKING!!》은 일본의 만화가 타카츠 카리노가 2005년 1월부터 연재한 4컷 만화이다.

## 개요
본래 작가의 홈페이지에서 부정기적으로 연재되던 동명의 4컷 웹툰에서 세계관만을 공유하고 인물, 스토리 등을 새롭게 구성하여 스퀘어 에닉스의 만화잡지 영 강강에서 2005년 1월부터 정식 연재가 시작되었다. 2010년 4월부터 A-1 픽쳐스에 의해 TV 애니메이션으로 방영되었으며, 2011년 10월 1일부터 2기, 2015년 7월부터 3기, 2016년 10월 1일부터 4기가 도쿄 MX를 통해 방송되었다.

## 줄거리
일본의 홋카이도에 있는 패밀리 레스토랑인 '와그나리아'에서 아르바이트를 하게 된 주인공,타카나시 소우타와 그 곳에서 근무하는 직원과 아르바이트생들의 일상을 그려내고 있는 이야기.

## 등장인물

### 와그나리아 종업원
타카나시 소타 (小鳥遊 宗太)
성우 : 스즈무라 켄이치/후쿠야마 쥰
본 작품의 주인공. 와그나리아의 점원. 짧은 머리에 안경을 쓴 고교생으로 귀여운 것을 좋아해 주위에서 자주 로리콘으로 오해받지만 스스로 자신을 로리콘이 아닌 미니콘으로 정정했다. 이름이 잘못 불리는 것에 콤플렉스를 갖고 있다. 성의 한자(小鳥遊)는 음독으로는 쇼쵸유(しょちょうゆう), 훈독으로는 코토리아소비(ことりあそび)로 읽히나 한자 자체의 뜻은 작은 새가 마음놓고 논다는 뜻인데 '작은 새가 놀기 위해서는 매가 없어야 한다'는 뜻에서 특이하게 타카(매)나시(없음)라고 읽는다.본 작품의 히로인 포푸라로부터 아르바이트 권유를 받았으며 포푸라의 작고 귀여운 모습에 혹해 아르바이트를 시작했다. 작중 포푸라의 연인이 아닌 아버지가 되고 싶다는 둥, 물벼룩과 포푸라를 같게 취급하는 둥, 12세 이상이면 노처녀(포푸라 제외) 라는 둥 여러 가지 문제 발언을 일삼는다. 싫어하는 것은 12세 이상인 여자, 큰 동물이나 물건 등, 여장 그리고 술주정을 부리는 코즈에누나의 모습을 싫어한다.
타네시마 포푸라 (種島 ぽぷら)
성우 :카도와키 마이/아스미 카나
와그나리아의 점원. 이름의 유래는 포플러 나무처럼 쑥쑥 자라라는 의미에 그녀의 부모님이 지었다. 허리까지 오는 긴 머리를 하나로 묶고 있으며 전체적으로 완벽한 초등학생의 모습을 하고 있다, 키를 높이기 위해 매일 우유를 마시기도 하지만 변화는 없는 듯하다. 하지만 사실 고등학교 2학년(이과)으로 주인공 소타 보다 한 학년 위의 선배. 겨울에 아르바이트 지망생을 모집하기 위해, 학교 친구들 이나 길가던 행인들에게 권유를 하지만 실패하고 지금의 소우타를 만나 아르바이트 지망생 구하게 된다. 겉모습과 정비례로 힘도 약해 주위의 도움을 필요로 할 때가 많다. 무거운 물건을 들거나 손이 안 닫는 부분은 지금까지 쥰씨에게 도움 받았다. 그녀의 긴머리는 주위 사람들로부터 자주 장난감처럼 '사용' 된다. 레스토랑 내에서는 사토우 쥰이 자주 그러는 듯. 물론 본인은 괴롭혀 지는걸 굉장히 싫어한다. 또한 자기를 초등학생 혹은 중학생으로 불리는 거에 콤플렉스를 갖고 있다, 약간 키가 컸다고 들으면 좋아하는 듯하다. 타카나시의 이름을 계속해서 "카타나시" 라고 잘못 부르고 있으나 타카나시 본인은 포푸라에 한해 상관 하지 않는 듯.
시라후지 쿄코 (白藤 杏子)
성우 : 미나가와 쥰코/와타나베 쿠미코
홋카이도부 와그나리아의 점장. 28세로 애인은 없다. 쿨하고 무뚝뚝한 성격의 소유자이지만 짧은 단발 머리에 무표정을 하고 있다. 와그나리아에서 하는 일은 먹는 것 뿐인 대식가이다. 노처녀라는 단어에 콤플렉스를 갖고 있다. 작중 타카나시에게 "꽤 나이를 먹었다"라는 말을 듣고 그의 아르바이트 주일을 주 7회로 늘렸다. 일하는 걸 싫어해 가게의 거의 모든 일을 점원들에게 떠맡겼다. 무서운게 없는지 손님에게도 막말을 하지만 자신의 그러한 모습에 자각이 없다. 입이 험한 만큼 육체적인 힘도 보기보다 상당해 야치요의 초등학교 시절 회상에서 야치요를 괴롭히는 불량배 3인을 혼자서 못이 박힌 야구 배트로 퇴치 하는 등의 모습도 보여준다. "편리하고, 부르면 오는 후배"가 잔뜩 있다고 한다.
사토 쥰 (佐藤 潤)
성우 : 노지마 히로후미/오노 다이스케
홋카이도부 와그나리아의 쉐프. 무뚝뚝한 성격으로 무표정을 하고 있다. 긴 앞머리로 왼쪽 눈을 완전히 가리고 있으며 오렌지 색의 머리를 하고 있다. 애연가여서 금연구역인 주방에서도 담배를 피워 잔소리를 듣기도 한다. 오래전부터 야치요랑 쿄코랑 일해오고 있는 듯 하다. 야치요를 짝사랑하고 있지만 겉으로 내색은 하고 있지 않다. 야마다가 야치요에게 사토의 짝사랑을 그대로 말해 버리는 바람에 야치요에게는 '아무도 좋아하지 않는다'라고 말했지만 늘 쿄코일만 관심있어 하는 야치요의 모습을 보고 질투를 하기도 한다. 야치요 본인은 '친구'라고 생각하고 있어 충격을 받기도 한다. 첫인상은 무섭지만 사실은 착한 사람. 타카나시가 '와그나리아에서 가장 좋은 사람'이라고 말했다.
토도로키 야치요 (轟 八千代)
성우 :카와라기 시호/키타무라 에리
홋카이도부 와그나리아의 치프. 허리까지 오는 긴 머리에 나이스 바디의 미인. 언제나 늘 미소를 짓고 있으며 정중한 말투를 사용한다. 일할 때나 외출할 때나 허리에 카타나를 차고 있어 손님을 공포에 몰아넣기도 한다. 카타나를 차고 있는 것은 집안이 카타나를 만들기 때문이라고 한다. 어릴 때부터 카타나를 차고 다니는 바람에 초등학교 때는 친구들 사이에서 따돌림을 당하기도 했다. 그때 고등학생 때의 쿄코가 구해줘서, 그때부터 쿄코를 동경하게 된다. 하지만 다른 와그나리아 점원들(타카나시 제외)은 카타나를 그다지 신경쓰지 않는 듯 하다. 그리고 쿄코에게 늘 파르페를 만들어 주는 것에 행복을 느낀다. 그리고 사토에게 쿄코에 대해 이야기를 하는 것을 좋아 하기도 하지만 그것을 듣는 사토는 기분이 안 좋아 보인다. 싫어하는 것은 자신이 쿄코에게 파르페를 못만들어 주는 것. 그래서 그런지, 과자를 자주 사와 쿄코에게 선물하는 오토오를 카타나로 위협하는 경우가 많다. (쿄코가 과자를 먹으면 파르페는 안 먹기 때문에)
이나미 마히루 (伊波 まひる)
성우 :나카하라 마이/후지타 사키
포푸라에게 히로인 자리를 뺏은 홋카이도부 와그나리아의 점원. 심각한 남성공포증이 있는 여학생. 얼마나 싫어하냐면, 초면에 만난 남자(예: 타카나시)에게 스트레이트 펀치를 날릴 정도로 싫어한다. 이 남성 기피증의 원인은 그녀의 아버지로 딸을 너무나 사랑(?)한 나머지 시집 보내기 싫다는 명목하에 "남자는 늑대. 모두 위험함"이라는 식으로 그녀가 어렸을 적부터 주입했기 때문이다. (예를 들어, 남자를 때릴 힘을 단련시키기 위해 가방속에 철판을 넣었을 정도)아버지의 계획은 성공했지만, 그 아버지 본인도 남자라서 싫어하게 되었다. 이러한 그녀이지만 사실은 사랑을 해보고 싶은 청소년. 짧은 머리에 귀여운 얼굴을 하고 있다. 하지만 가슴이 작아 자신 의외에 가슴 큰 여성들을 보면 주눅이 들기도 한다. 타카나시와 일하며 남성공포증을 치료하고있다. 타카나시가 머리핀이 귀엽다고 칭찬을 해준 뒤로, 매일 머리핀을 바꿔서 달고 있다. 타카나시를 짝사랑하게 된다.
소마 히로오미 (相馬 博臣)
성우 : 카미야 히로시
홋카이도부 와그나리아의 쉐프. 언제나 웃고 있으며 시원시원한 성격이며 맡은 일을 잊어 버리는 등 살짝 덜렁거리는 면이 있다. 수다 떨기를 좋아한다. 정보에 밝은 편으로 어디선가 정보를 주워 와 그것을 가지고 가게사람들 약점을 잡아 괴롭히기도 한다. 하지만, 남성만 보면 폭력을 휘두르는 이나미에겐 곤혹스러워 한다. 그러나 이나미가 타카나시를 좋아하게 되자 여러 빈틈이 생겨 휴대전화로 멀리서 괴롭혀먹는다. 야마다 와는 천적같은 사이지만, 야마다의 오빠 키리오가 나타나자 야마다를 감싸주는 면도 보여준다.
오토오 효고 (音尾 兵吾)
성우 : 나카무라 다이키/나카타 죠지
홋카이도부 와그나리아의 매니저. 매니저임에도 불구하고 항상 행방불명인 아내를 찾아 전국을 돌아다니기 때문에 점내에서는 없는 사람으로 취급받는다. 가끔 돌아올땐 지역 특산품 과자나 아내와 닮은 모양의 먹을것을 사와 쿄코에게 선물하기도 한다. 갈 곳이 없는 야마다를 와그나리아에 데려와 일하게 해주었다.
야마다 아오이 (山田 葵)
성우 : 우에다 카나/히로하시 료
홋카이도부 와그나리아의 점원으로 오토오가 데려온 의문의 소녀. 나이는 16세이며, 집에 불이 나 전재산을 잃고, 헤매던 중 넘어져 기억상실을 당했다고 한다. 하지만 거짓말인 듯 하고, 그저 가출소녀로 보이는 인물이다. (이름, 나이도 전부 거짓말인 것 같다.) 와그나리아 지붕 다락방에서 지내며 식품이나 조미료 등을 축내는데 비해 일이 엉망이기 때문에 항상 수습 명찰을 붙이고 다닌다, 좋아하는 것은 낫토, 오토오, 관심받는 것. 애니 3기 7화에서 가출의 이유가 밝혀졌으며 결국 가출생활을 마치고 집으로 돌아가게 되었다. 여담으로 야마다의 어머니는 타카나시 어머니의 비서일을 하고있다.
마츠모토 마야 (松本 麻耶)
성우 : 카와세 아키코
홋카이도부 와그나리아의 점원. 원래 1권에 한순간 등장하고 안나오는 엑스트라였지만 독자(일본)의 성원의 의해 5권 후반부에서 부활했다. "평범하게 살면서, 특이한 사람이 많은 와그나리아 멤버들과는 절대 친해지지 않겠다"는 다짐을 가지고 있다. 평범해서 권력에 약해 쿄코에게 무릎을 꿇기도 하며, 역경에도 약해 접시를 깨진 것만으로도 또한 무릎꿇고 용서를 빈다. 초등학교 시절 평범하게 생각했던 말린 자반 갈고등어를 (냄새가 독하다) 반찬으로 싸오자, 반 여자애들이 이상하다고 말했으며 그것이 트라우마로 남아 평범함에 집착하게 되었다고 한다.

### 타카나시 가족
타카나시 카즈에
성우 : 시라이시 료코
타카나시가의 장녀. 31살의 변호사. 이혼녀. 두꺼운 법전을 써서 소타를 (물리적으로) 괴롭히곤 한다. 일단은 타카나시 가족들의 가장(家長)인 듯하다. 겉모습이나 태도로는 알기 힘들지만 장녀답게 가족을 가장 걱정하고 있는 인물이다.
타카나시 이즈미
성우 : 오리카사 후미코/히카사 요코
타카나시가의 차녀. 28살의 연애소설가. 소설을 쓰느라 항상 기진맥진해 있어서 식사나 방 청소 등 뒤치다꺼리를 모두 소타에게 의존하고 있다. 컴퓨터를 다루지 못해 원고지에 잉크로 소설을써서 얼굴과 손이 항상 지저분하다. 어렸을 때부터 병약하여, 평범하는 걷는 것조차 힘들어한다. 나중에 소타에게 초등학생 여친(타네시마 포푸라)이 생겼다고 오해를 하여, 그걸 저지하기 위해 코즈에에게 도움을 받아 몸을 단련하게 된다.
타카나시 코즈에
성우 : 키무라 아키코/이토 시즈카
타카나시가의 삼녀. 25살이며 호신술 강사를 하고 있다. 술을 몹시 좋아해서, 언제나 취한 상태로 주정을 부리고 있다. 외로움을 잘 타서 애인을 곧잘 사귀지만(행인에게 갑자기 고백한적이 있을정도) 별난 성격 때문에 매번 금세 헤어진다. 헤어질때마다 그 남자를 호신술 기술로 공격한다고 한다.
타카나시 나즈나
성우 : 사이토 모모코
타카나시가의 막내. 12살로 소타보다 동생이지만, 고교생인 오빠와 키도 비슷하고 마히루보다 가슴도 더 크다. 연상자들의 심리를 잘 이용해서 자신의 부하(?)로 만드는 경향이 있다. 타카나시가 걱정하는 부분 중 하나이다. 타카나시를 마조히즘으로 오해하고 있으며, 코즈에에게 호신술을 배워 타카나시를 가끔 때리기도 한다.

### 기타 인물
마시바 요헤이
시라후지 쿄코의 "편리하고, 부르면 오는 후배" 중 한명이다. 학창시절 그녀에게 얻어맞은 이후 오히려 그녀에게 반해 아직도 따르고 있다.
마시바 미즈키
마시바 요헤이의 여동생
오토오 하루카
오토오 효고의 아내, 애니 3기 7화에서 야마다가 공원에서 만나 와그나리아로 데려와서 오토오와 재회하게 된다.
야마다 키리오
야마다 아오이의 오빠. 가출한 여동생을 찾는다는 명목으로 돌아다니며, 귀여운 여자아이들을 쫓아다닌다. 이나미 마히루를 좋아한다. 이나미 마히루의 주먹을 막아낼 수 있는 유일한 남자다.
미네기시 토오루
타카나시 소타의 매형이자 장녀 카즈에의 남편이었으나 지금은 이혼했다.

## 만화
- 일본 2012/4/11 기준 10권
- 한국 2012/4/11 기준 10권

## TV 애니메이션
A-1 픽쳐스에서 제작했으며, 도쿄 MX에서 2010년 4월 4일부터 같은 해 6월 27일까지 방영, WORKING'!!이 2011년 10월 1일부터 같은 해 12월 24일까지 방영, WORKING!!!이 2015년 7월 4일부터 9월 27일까지 방영되었다. 완결편인 "WORKING!!! 로드 오브 더 타카나시"가 12월 26일에 1시간 스페셜로 방영되었다.
WORKING'!!
- 원작 : 타카츠 카리노
- 감독 : 오오츠키 아츠시
- 애니메이션 제작 : A-1 Pictures, 「WORKING'!!」제작위원회
- 시리즈 구성 : 요시오카 타카오
- 캐릭터 디자인, 총 작화 감독 : 아다치 신고
- 프롭 디자인 : 묘우친 우사쿠
- 미술 감독 : 키노시타 료우카
- 색채 설계 : 사카모토 이즈미
- 촬영 감독 : 히로오카 가쿠
- 편집 : 츠보네 켄타로우
- 음향 감독 : 나구라 야스시
- 음악 : MONACA
- 장르 : 코미디
- 화수 : 13화

### BD / DVD
제 1기는 DVD만 전개되었으나(후에 Blu-ray BOX로 발매함), 제 2기는 Blu-ray Disc와 DVD의 2종류로 전개되었다.
| 권수   | 발매일               | 수록 내용      | 완전생산한정판 특전                                                                                         | 캐릭터 코멘터리 (홀수화)                             |
| 제 1기 | 제 1기               | 제 1기         | 제 1기 | 제 1기                                               |
| ------ | -------------------- | -------------- | --- | ---------------------------------------------------- |
| 1      | 2010년 4월 21일      | 1품목          | 주제가 CD, 신작 만화, 세 방면 클리어 케이스                                                                 | 타카나시 소타・타네시마 포푸라・시라후지 쿄코        |
| 2      | 2010년 6월 2일       | 2품목・3품목   | 오리지널 사운드트랙 CD Vol.1, 세 방면 클리어 케이스                                                         | 사토 쥰・토도로키 야치요                             |
| 3      | 2010년 6월 23일      | 4품목・5품목   | 드라마 CD, 신작 만화, 세 방면 클리어 케이스                                                                 | 사토 쥰・소마 히로오미                               |
| 4      | 2010년 7월 21일      | 6품목・7품목   | 드라마 CD, 세 방면 클리어 케이스                                                                            | 타카나시 소타・야마다 아오이                         |
| 5      | 2010년 8월 25일      | 8품목・9품목   | 오리지널 사운드트랙 CD Vol.2, 신작 만화, 세 방면 클리어 케이스                                              | 타네시마 포푸라・이나미 마히루                       |
| 6      | 2010년 9월 22일      | 10품목・11품목 | 드라마 CD, 세 방면 클리어 케이스                                                                            | 소마 히로오미・야마다 아오이                         |
| 7      | 2010년 10월 27일     | 12품목・13품목 | 라디오 CD 「YAMAKING!!」 DVD 출장판, 세 방면 클리어 케이스                                                  | 타카나시 소타・타네시마 포푸라・이나미 마히루        |
| 제 2기 |                      |                | |                                                      |
| 1      | 2011년 11월 2일      | 1품목          | 주제가 CD, 특전 영상 (와그나리아 ~여름의 대대감사제(夏の大大感謝祭)~2011 전편 110전편 )                     | 타네시마 포푸라, 토도로키 야치요, 야마다 아오이      |
| 2      | 2011년 11월 23일     | 2품목・3품목   | 오리지널 사운드트랙 CD Vol.1, 특전 영상 (와그나리아~여름의 대대감사제(夏の大大感謝祭)~2011 후편 50전편 )    | 타카나시 소타, 타카나시 나즈나, 소마 히로오미        |
| 3      | 2011년 12월 21일     | 4품목・5품목   | 드라마 CD, 신작 만화                                                                                        | 타네시마 포푸라, 사토 쥰, 토도로키 야치요            |
| 4      | 2012년 1월 25일      | 6품목・7품목   | 오리지널 사운드트랙 Vol.2                                                                                   | 타카나시 소타, 이나미 마히루, 야마다 키리오          |
| 5      | 2012년 2월 22일      | 8품목・9품목   | 드라마 CD, 세 방면 클리어 케이스, 이벤트 「와그나리아~봄의 대대감사제(春の大大大感謝祭)~」 티켓 우선 구입권 | 타카나시 코즈에, 마시바 요헤이, 마시바 미즈키        |
| 6      | 2012년 3월 21일      | 10품목・11품목 | 라디오 CD 「 출장판 YAMAKING'!!」 , 신작 만화, 와그나리아 메뉴표                                            | 이나미 마히루, 사토 쥰, 소마 히로오미                |
| 7      | 2012년 4월 25일      | 12품목・13품목 | 드라마 CD                                                                                                   | 타카나시 소타, 사토 쥰, 소마 히로오미, 야마다 아오이 |
| 제 3기 |                      |                | |                                                      |
| 1      | 2015년 8월 12일      | 1품목          | | 타카나시 소타, 사토 쥰, 소마 히로오미                |
| 2      | 2015년 9월 9일       | 2품목・3품목   | | 이나미 마히루, 토도로키 야치요, 야마다 아오이        |
| 3      | 2015년 10월 14일     | 4품목・5품목   | | 타네시마 포푸라, 토도로키 야치요, 사토 쥰            |
| 4      | 2015년 11월 11일     | 6품목・7품목   | | 소마 히로오미, 야마다 아오이, 야마다 키리오          |
| 5      | 2015년 12월 9일      | 8품목・9품목   | | 타카나시 소타・카즈에・이즈미・코즈에・나즈나        |
| 6      | 2016년 1월 13일      | 10품목・11품목 | | 이나미 마히루, 사토 쥰, 소마 히로오미                |
| 7      | 2016년 2월 10일      | 12품목・13품목 | | 타카나시 소타, 타네시마 포푸라, 이나미 마히루        |
| SP     | 2016년 3월 30일 예정 | 14품목         | |                                                      |